# Willard Van Orman Quine
Willard Van Orman Quine, född 25 juni 1908 i Akron, Ohio, död 25 december 2000 i Boston, Massachusetts, var en amerikansk filosof och logiker samt professor vid Harvard University från 1948. Hans bidrag till filosofin ligger inom den analytiska filosofin, speciellt den formella logiken i gränslandet mellan filosofi och matematik samt semantiken.

## Den svåra gränsdragningen analytiskt-syntetiskt
Allt sedan Immanuel Kant finns det en distinktion mellan analytiska och syntetiska satser inom kunskapsteorin. En analytisk sats, till exempel ”alla ungkarlar är ogifta” behöver man inte stämma av mot erfarenheten, utan det räcker med att undersöka ordens betydelse för att komma fram till att påståendet måste vara sant; den har formen av en tautologi. En analytisk sats ger alltså ingen ny information. För att däremot ta reda på om en syntetisk sats är sann, till exempel ”alla ungkarlar är flintskalliga” måste man dock göra en empirisk undersökning, som lika gärna skulle kunna ge vid handen att påståendet är falskt.
Denna kunskapssyn ifrågasatte dock Quine. I sin inflytelserika uppsats ”Två av empirismens dogmer" (Two Dogmas of Empiricism, 1953) kritiserar han dels gränsdragningen mellan syntetiskt och analytiskt, dels den reduktionism som hävdar att varje meningsfullt påstående är ekvivalent med en sammansättning av termer, refererande till omedelbara upplevelser. Båda dessa empirismens dogmer menar han vara dåligt underbyggda.
Quine försöker först och främst visa hur svårt det är att peka på vad det är som gör att ett påstående är analytiskt (när det inte är fråga om en trivialitet såsom att varje sak är identisk med sig själv). Enligt Kant är ett påstående analytiskt om dess negation är självmotsägande. Men vad innebär detta? Jo, att det är analytiskt i kraft av ordens betydelse. Man måste dock, i likhet med Frege, göra skillnad på betydelse och benämning. Morgonstjärnan och Aftonstjärnan benämner samma planet men betyder olika saker (den stjärna vi ser på morgonen respektive den stjärna vi ser på kvällen). Det finns ingen kognitiv synonymi mellan de båda uttrycken, och därför är påståendet ”Morgonstjärnan är Aftonstjärnan” inget analytiskt påstående.
Typexemplet på två uttryck med kognitiv synonymi är ”ungkarl” och ”ogift man”. Med vad är det som får dem att betyda samma sak? Jo, att de gör det enligt definitionen i ordboken. Men denna beror ju i sin tur på att ordboksredaktören iakttagit att människor använder ordet på detta sätt – ordboksdefinitionen förutsätter synonymitet. I slutändan måste man, för att förklara vad som gör två begrepp kognitivt synonyma, använda just det analyticitetsbegrepp som ska definieras (att säga att ungkarl och ogift man är kognitivt synonyma är precis detsamma som att säga att påståendet ”alla ungkarlar, och endast dessa, är ogifta män” är analytiskt). Därför krävs det, om man vill finna en definition av begreppet analyticitet som inte är cirkulär, att man söker efter en denna utan att referera till kognitiv synonymi. Och detta är problematiskt.
Quine går också till rätta med uppfattningen att problemet analytiskt-syntetiskt går att undvika bara man håller sig till ett exakt artificiellt språk med explicita semantiska regler. Säger man att något är ”analytiskt sant enligt en semantisk regel” så måste man åter veta vad ”analytiskt” innebär. Om man då för att undvika detta bara säger ”sant enligt en semantisk regel”, så finns det inget sätt på vilket man kan skilja ut just denna semantiska regel från alla de andra. Räknar man som en semantisk regel varje sant påstående som säger att påståenden tillhörande en viss klass är sanna, så skulle ju alla sanningar vara ”analytiska” i betydelsen ”sann enligt en semantisk regel”. Semantiska regler för vilka påståenden som är analytiska är alltså intressanta endast i den mån vi redan förstår analyticitetsbegreppet. Att det överhuvudtaget finns en gräns mellan analytiskt och syntetiskt är, konkluderar Quine, ”en icke-empirisk dogm för empiristerna, en metafysisk trosartikel”.

## Vetenskapens kraftfält
Quine undersöker därefter, i sin uppsats, om inte nyckeln till problemet med analyticiteten ligger i verifikationsteorin om mening (som säger att ett påståendes mening är dess verifikationsmetod). Vad man kan fråga sig är vilken relationen är mellan ett syntetiskt påstående och de observationer som kan verifiera eller falsifiera det. Den mest naiva synen på detta kallar Quine för ”radikal reduktionism”: antagandet att varje meningsfullt påstående kan översättas till ett påstående om direkta upplevelser (och att varje term därmed måste vara ett namn på sinnesdata). I en mer modifierad form kan den reduktionistiska dogmen formuleras som att varje syntetiskt påstående, isolerat från de övriga, är möjligt att verifiera eller falsifiera. De påståenden som verifieras vad som än är fallet är de analytiska. Mot den reduktionistiska dogmen hävdar Quine, att ett enskilt påstående inte kan ryckas ur sitt sammanhang, ty vad påståendet eller termen innebär beror på vilken teori den ingår i. Newtons förklaring av begreppet ”samtidighet” är till exempel annorlunda än Einsteins eftersom detta begrepp spelar radikalt olika roller i deras respektive teorier.
Våra erfarenheter består av sinnesdata, men observationsutsagorna handlar inte om sinnesdata utan om den fysiska verkligheten. Därför präglas våra observationsutsagor lika mycket av vår övergripande teori om verkligheten som av vad vi faktiskt har observerat. Godtagande av en observationsutsaga grundas inte enbart på erfarenhet utan också på vad som är rimligt enligt vår teori om verkligheten (ibland är det rimligare att anse att ens sinnesintryck är missvisande). De olika teorier vi använder oss av bildar tillsammans vetenskapen som helhet, och det är denna helhet som allt måste relateras till när mening och sanning ska avgöras. De påståenden vi gör om världen ska ställas inför erfarenhetens domstol, inte individuellt utan klumpvis, ty individuellt är de till stor del beroende av varandra.
Vår vetenskapliga kunskap kan, enligt Quine, liknas vid ett kraftfält där centrum är de fundamentala lagarna inom fysiken och logiken. Dessa är de mest säkra delarna av den mänskliga kunskapen. Mer perifera är våra kunskaper i till exempel geografi och historia, och allra längst ute i periferin ligger mer alldagliga ”sanningar” som till exempel att en viss typ av hus finns på en viss gata. De centrala delarna av vår kunskap reviderar vi mindre gärna än de perifera men inga påståenden är immuna mot revision och därmed inte i absolut mening analytiska. Även en logisk sanning, som lagen om det uteslutna tredje, skulle kunna förkastas på grundval av nya upptäckter – vilket i sin tur skulle påverka den övriga fonden av det vi tror oss veta. Viktigt är att vetenskapen bygger på en dualism mellan språk och erfarenhet. Det är inte så att det antingen är språket eller verkligheten som avgör om ett påstående är sant utan alltid bådadera. Mellan analytiskt och syntetiskt finns således endast en gradskillnad.
Med sin uppsats pläderar Quine för en pragmatisk syn på vetenskapen: de begrepp och teorier vi använder är språkliga verktyg och syftet med dem är kommunikation och förutsägelse. ”Fysiska föremål införs som bekväma mellanled – inte genom definitioner i termer av erfarenheter, utan som oreducerbara postulerade entiteter vilka är jämförbara med de homeriska gudarna. Myten om fysiska föremål är dock överlägsen de flesta andra myter eftersom den visat sig mer pålitlig, när det gäller att ge erfarenheten en hanterlig struktur.”

## Eftermäle
Asteroiden 13192 Quine är uppkallad efter honom.